# Уэст-Баден-Спрингс
Уэст-Баден-Спрингс (англ. West Baden Springs) — небольшой город (один из четырёх в округе) в тауншипе Френч-Лик (округ Ориндж; Индиана, США).
Площадь — 1,1 км². Население — 618 чел.
В XX веке был одним из популярнейших курортов США. Известен отелем Уэст-Баден-Спрингс и его куполом. Отреставрированный отель открылся для гостей в 2007 году.

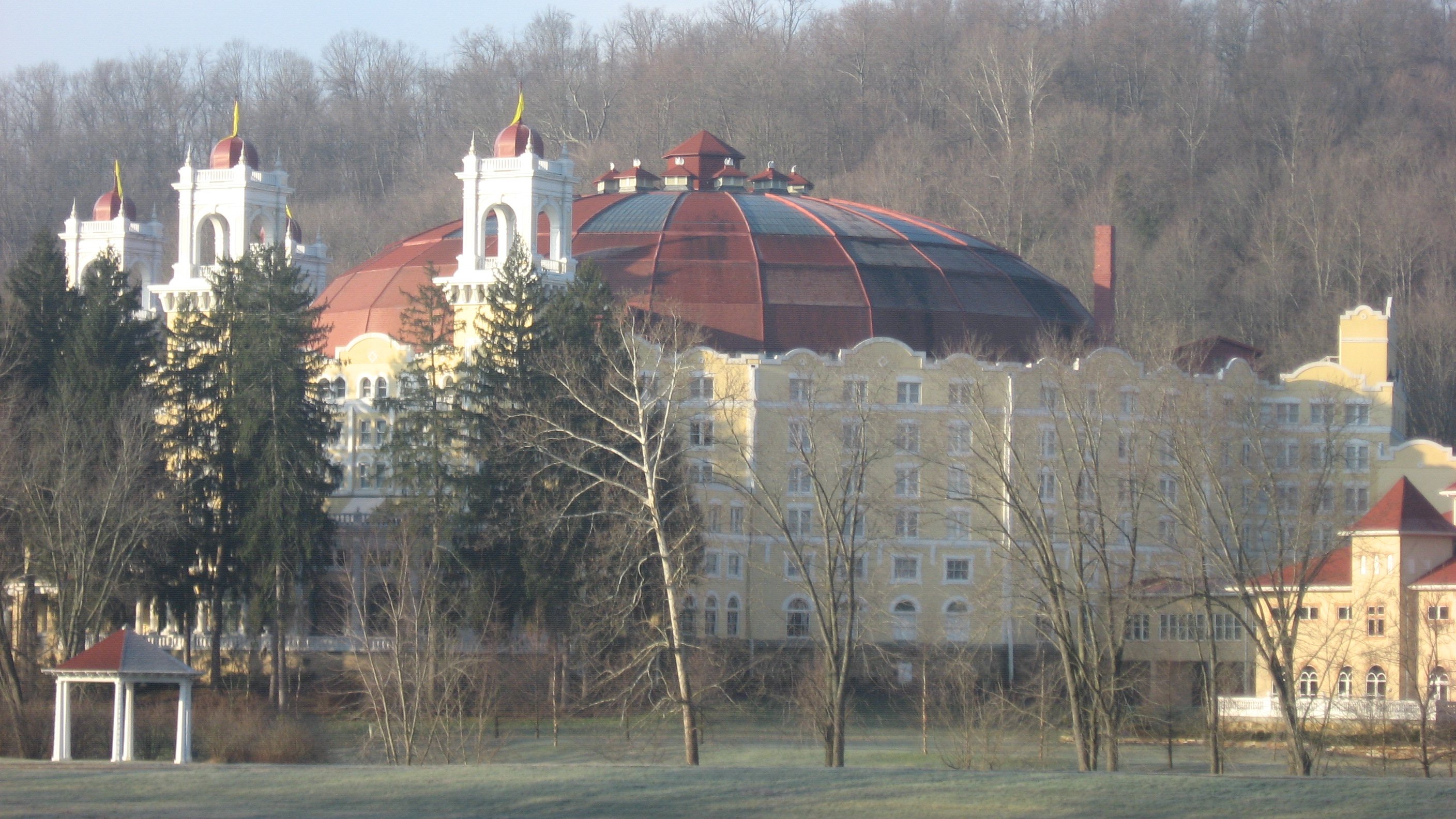
Купол отеля Уэст-Баден-Спрингс

## Население
- Расовый состав: европеоидная 94.5%, негроидная 2.1%, американоидная 0.81%, монголоидная 0.81%, прочие 1.13%, две и больше рас 0.65%.
- Возраст населения: 21.7% менее 18 лет, 8.3%  18—24 года, 27.7% 25—44 лет, 26.5% 45—64 лет и 15.9% более 65 лет.

## Известные уроженцы
- Ларри Бёрд — баскетболист